# Bahnhofswald

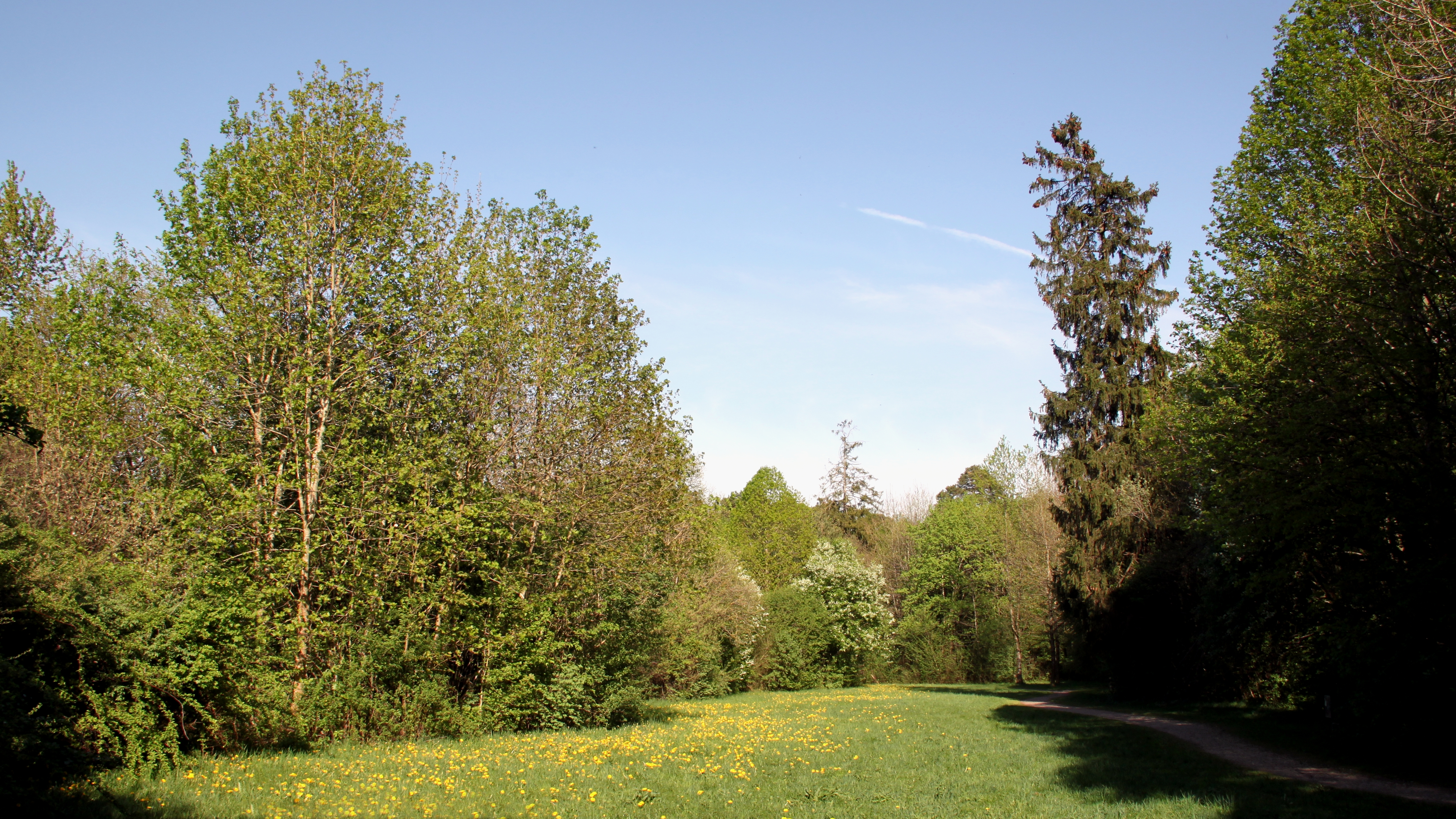
Der Bahnhofswald

Der Bahnhofswald ist ein Waldgebiet auf dem Gebiet der oberbayerischen Gemeinden Neubiberg und Ottobrunn. Benannt ist er nach dem nahe gelegenen Bahnhof Neubiberg. Der Ottobrunner Teil des Bahnhofswalds wurde später in Amalienwald umbenannt. Der Bahnhofswald ist etwa 23,9 Hektar groß und liegt beiderseits der Bahnhofstraße (Ottobrunn). Der Grenzverlauf zwischen beiden Gemeinden ist an dieser Stelle so unregelmäßig, dass das nördliche Drittel des Waldes zu Neubiberg, der mittlere Teil zu Ottobrunn und der südliche Bereich wiederum zu Neubiberg gehört. 1986 wurde der Bahnhofswald zu einem naturnahen Erholungsgebiet gestaltet. Heute hat er den Status eines Landschaftsschutzgebietes. Er bildet das nächstgelegene Naherholungsgebiet und die Grüne Lunge für den Großteil der Bewohner beider Gemeinden, die zu den am dichtesten besiedelten Kommunen Deutschlands gehören. Die Baugrundstücke, die direkt an den Wald grenzen, gehören zu den bevorzugten Wohnlagen dieser Münchener Vorstadtgemeinden. Am 11. April 1992 wurde in dem Waldstück das abgetrennte linke Bein der ermordeten Sprachstudentin Kristin Harder entdeckt. Später fand man noch einen Unterarm bei Landshut, weitere Überreste wurden trotz Nachsuche nicht gefunden. Auch der Mörder und die genauen Umstände des Mordes blieben unbekannt.